# Down on Love
Down on Love è il quinto e ultimo singolo estratto dall'album Agent Provocateur dei Foreigner nel 1985.
La canzone è stata scritta da Lou Gramm e Mick Jones ed ha raggiunto il 54º posto della Billboard Hot 100 negli Stati Uniti.
Il critico Bret Adams di AllMusic ha elogiato il "coro piacevole" e la "calorosa melodia di tastiera" della canzone.

## Tracce
7" Single Atlantic 789 493 7
1. Down On Love – 4:12
2. Growing Up the Hard Way – 4:14